# Lintneria

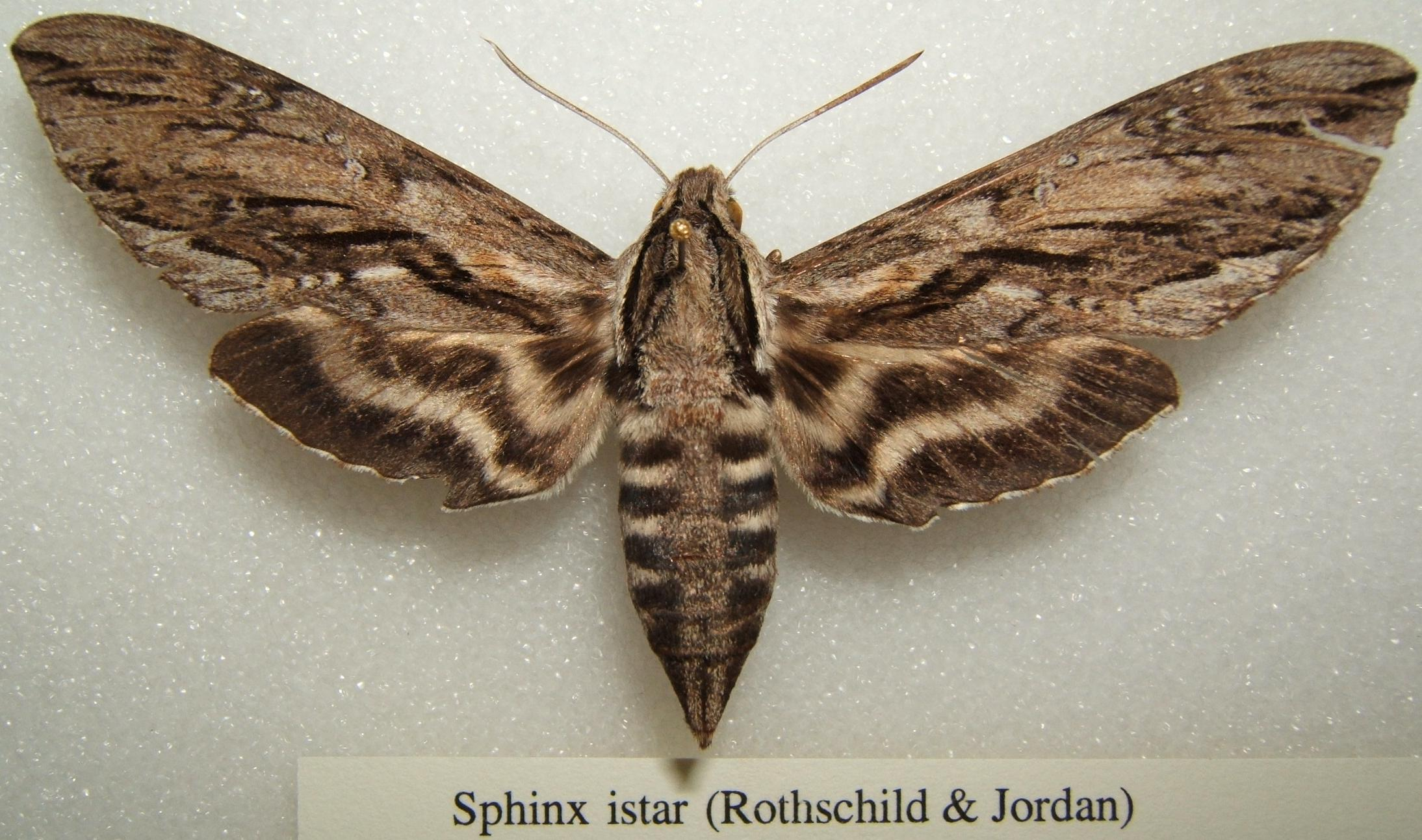
Präparat von Lintneria istar

Lintneria ist eine Gattung der Schmetterlinge aus der Familie der Schwärmer (Sphingidae). Die Gattung wurde lange Zeit als Synonym zur Gattung Sphinx betrachtet, von dieser jedoch wieder abgetrennt.

## Merkmale

### Falter
Die Falter haben auf der Oberseite der Vorderflügel ein verworrenes Muster aus verschiedenen Grau- und Brauntönen, die mit Schwarz und Weiß durchzogen sind. Im Gegensatz dazu sind die nahen Verwandten der Gattung Sphinx nur schwach gemustert oder haben eine ziemlich regelmäßige Musterung. Vom Flügelinnenrand bis zum Basalbereich verläuft bei allen Arten, außer bei Lintneria arthuri und Lintneria maura ein auffälliges Paar paralleler Linien. Diese sind bei Sphinx nur sehr schwach ausgebildet oder fehlen. Es gibt einen größeren und einen kleineren Diskalfleck, wobei letzterer näher am Vorderrand liegt. Bei Sphinx haben nur die wenigsten Arten einen sehr kleinen, einzelnen Diskalfleck. Ein weiteres Merkmal, das nur bei Lintneria-Arten auftritt, ist ein gräulicher oder bräunlicher Fleck, der bei allen süd- und mittelamerikanischen und manchen mexikanischen Arten vom Innenrand nahezu symmetrisch bis hin zum Bereich an der Flügelbasis verläuft, wo die Flügelader Cu2 liegen müsste. Bei den übrigen mexikanischen und den restlichen nordamerikanischen Arten beginnt dieser Fleck nahe dem Diskalfleck und verläuft bis zur Flügelspitze. Bei den meisten Arten ist eine kräftige schwarze, weiß gerandete Linie im Innenwinkel ausgebildet. Der Postmedialbereich ist je nach Art unterschiedlich mit weißen, braunen und schwarzen Strichen gemustert. Der Flügelaußenrand ist abwechselnd weiß und schwarz gesäumt.
Die Oberseite der Hinterflügel ist überwiegend schwarz und hat ein Paar breiter, weißer, gewellter Binden. Ein deutlicher schwarzer Fleck an der Basis unterscheidet die Gattung wiederum von Sphinx, mit Ausnahme von Sphinx leucophaeata. Der Saum der Hinterflügel ist gleich gefärbt wie der der Vorderflügel, hat jedoch eine deutlichere Weißfärbung.
Der Thorax ist variabel mit schwarz, weiß und den Farben der Vorderflügeln gemustert. Die Oberseite des Hinterleibs hat meist die gleiche Farbe wie die Grundfarbe der Vorderflügel und trägt ansonsten eine Reihe von abwechselnd weißen und schwarzen Binden. Der Saugrüssel ist je nach Art unterschiedlich lang, bei allen aber funktionsfähig. Die schmalen und langen Fühler enden in einer sichelförmig gekrümmten und hakenförmigen Spitze. Bei den Männchen ist der Fühlerschaft mit zwei Reihen von feinen Härchen besetzt, die bei den Weibchen fehlen.

### Raupe
Der Körper inklusive Kopf der Raupen ist während der ersten vier Stadien großteils dicht mit feinen, häufig weißen Sekundärborsten versehen, die die Körperoberfläche körnig strukturiert wirken lassen. Die Tiere haben mittig am Rücken des zweiten Thorax-Segments eine hornartige, fleischige Ausstülpung, die im letzten Stadium durch einen gewinkelten Buckel ersetzt wird. Der Rücken dieses Buckels ist blass cremefarben und häufig mit Pink- oder Rottönen gefärbt. Mittig befindet sich ein schwarzer Fleck, der sehr variabel ist. Diese Merkmale finden sich bei keiner der Raupen der Gattung Sphinx und der auffällig gebaute Thorax mit der fleischigen Ausstülpung und dem Buckel ist einzigartig unter den Schwärmern. Im letzten Raupenstadium sind die Sekundärborsten stark reduziert und unregelmäßig dicht verteilt, wodurch sie den Raupen eine glatte Körperoberfläche geben, die gewisse Ähnlichkeit mit Schlangenhaut hat. An den Körperseiten tragen die Raupen sieben Paare schräge Streifen, die jeweils etwas in das nach hinten nachfolgende Segment hineinragen. Das Analhorn ist eher kurz und am Ende scharf gekrümmt.

### Puppe
Die Puppen haben in Form, Farbe und Oberflächenstruktur Ähnlichkeit mit denen der Gattung Sphinx. Sie haben einen beweglichen Hinterleib und einen markanten Kremaster. Bei den Arten, von denen die Puppe bekannt ist, ist die Rüsselscheide frei liegend, sie variiert aber von extrem lang mit einem sehr stark vom Körper weggekrümmten Bogen bis hin zu kurz und nur leicht vom Körper abgehoben.

## Lebensweise
Die Raupen der in den Vereinigten Staaten und Kanada auftretenden Arten ernähren sich von Lippenblütlern (Lamiaceae), insbesondere von Salbei (Salvia). In Mexiko hat man Lintneria-Arten an Wigandia aus der Familie der Wasserblattgewächse (Hydrophyllaceae), Wandelröschen (Lantana) aus der Familie der Eisenkrautgewächse (Verbenaceae) und an Salbei gefunden. In Südamerika wurde Lintneria justiciae an Justicia aus der Familie der Akanthusgewächse (Acanthaceae) nachgewiesen, wobei hier allerdings nicht sicher ist, ob man die Art nicht mit ähnlichen aus anderen Gattungen verwechselt hat.

## Systematik und Verbreitung
Die Gattung Lintneria wurde von Arthur Gardiner Butler 1876 erstbeschrieben, jedoch lange Zeit als Synonym von Sphinx betrachtet (wie noch in „Hawkmoths of the World. An Annotated and Illustrated Revisionary Checklist (Lepidoptera: Sphingidae)“, der umfassenden Artenliste der Familie von Kitching & Cadiou aus dem Jahr 2000), obwohl William Trowbridge Merrifield Forbes bereits 1911 richtig erkannte, dass die Gattung auf Grund der Morphologie der Raupen von Sphinx auszugliedern war. 2007 wurde die Gattung schließlich von James P. Tuttle wieder eingeführt. Diese Abtrennung wurde durch eine molekulargenetische Untersuchung bestätigt.
Die Gattung ist neuweltlich verbreitet, das Hauptverbreitungsgebiet ist in Mexiko.
Viele der Arten sind nur von einem einzelnen gefangenen Falter bekannt, weswegen die verwandtschaftliche Zuordnung nicht einfach ist. Derzeit werden der Gattung 21 Arten zugerechnet. Von diesen kommen fünf Arten, Lintneria eremitus, Lintneria eremitoides, Lintneria separatus, Lintneria istar und Lintneria smithi dauerhaft in Nordamerika vor, Lintneria lugens und Lintneria geminus sind dort möglicherweise Irrgäste.
- Lintneria arthuri (Rothschild, 1897)
- Lintneria aurigutta (Rothschild & Jordan, 1903)
- Lintneria balsae (Schaus, 1932)
- Lintneria biolleyi (Schaus, 1912)
- Lintneria eremitoides (Strecker, 1874)
- Lintneria eremitus (Hübner, [1823])
- Lintneria geminus (Rothschild & Jordan, 1903)
- Lintneria istar (Rothschild & Jordan, 1903)
- Lintneria justiciae (Walker, 1856)
- Lintneria lugens (Walker, 1856)
- Lintneria maura (Burmeister, 1879)
- Lintneria merops (Boisduval, 1870)
- Lintneria phalerata (Kernbach, 1955)
- Lintneria pitzahuac (Mooser, 1948)
- Lintneria porioni (Cadiou, 1995)
- Lintneria praelongus (Rothschild & Jordan, 1903)
- Lintneria pseudostigmatica (Gehlen, 1928)
- Lintneria separatus (Neumoegen, 1885)
- Lintneria smithi (Cadiou, 1998)
- Lintneria tricolor (Clark, 1923)
- Lintneria xantus (Cary, 1963)

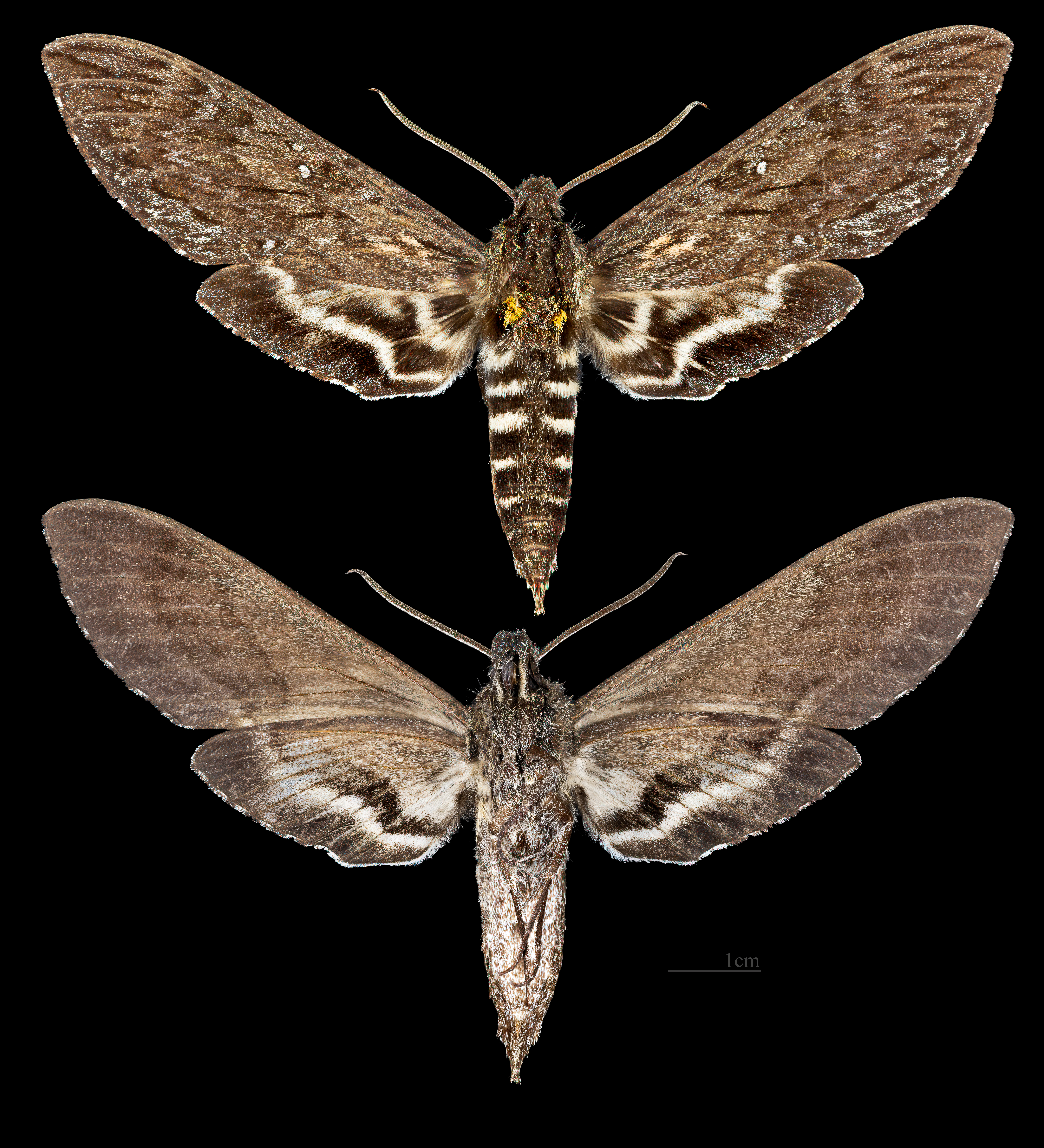
Lintneria aurigutta
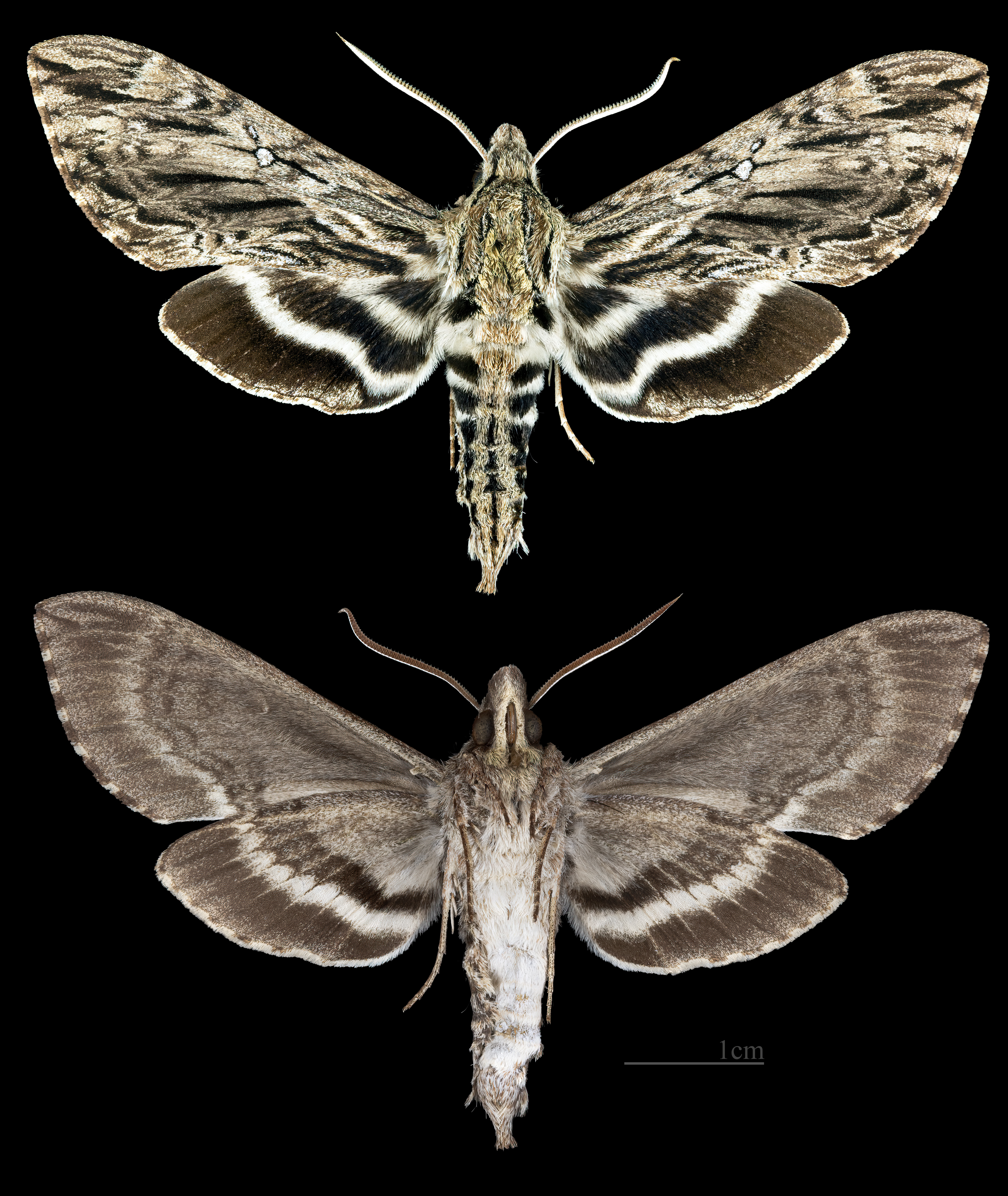
Lintneria eremitus
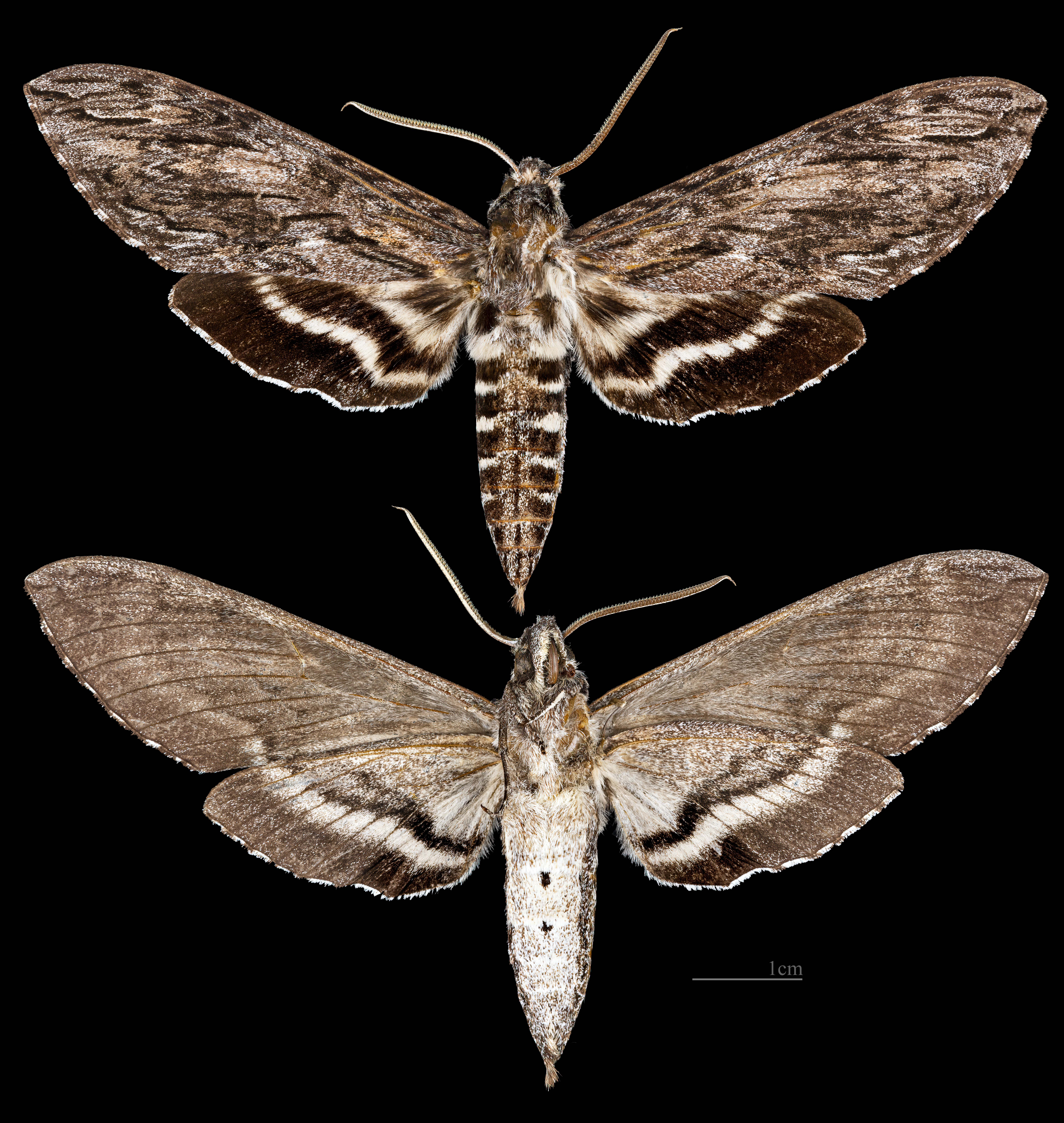
Lintneria lugens
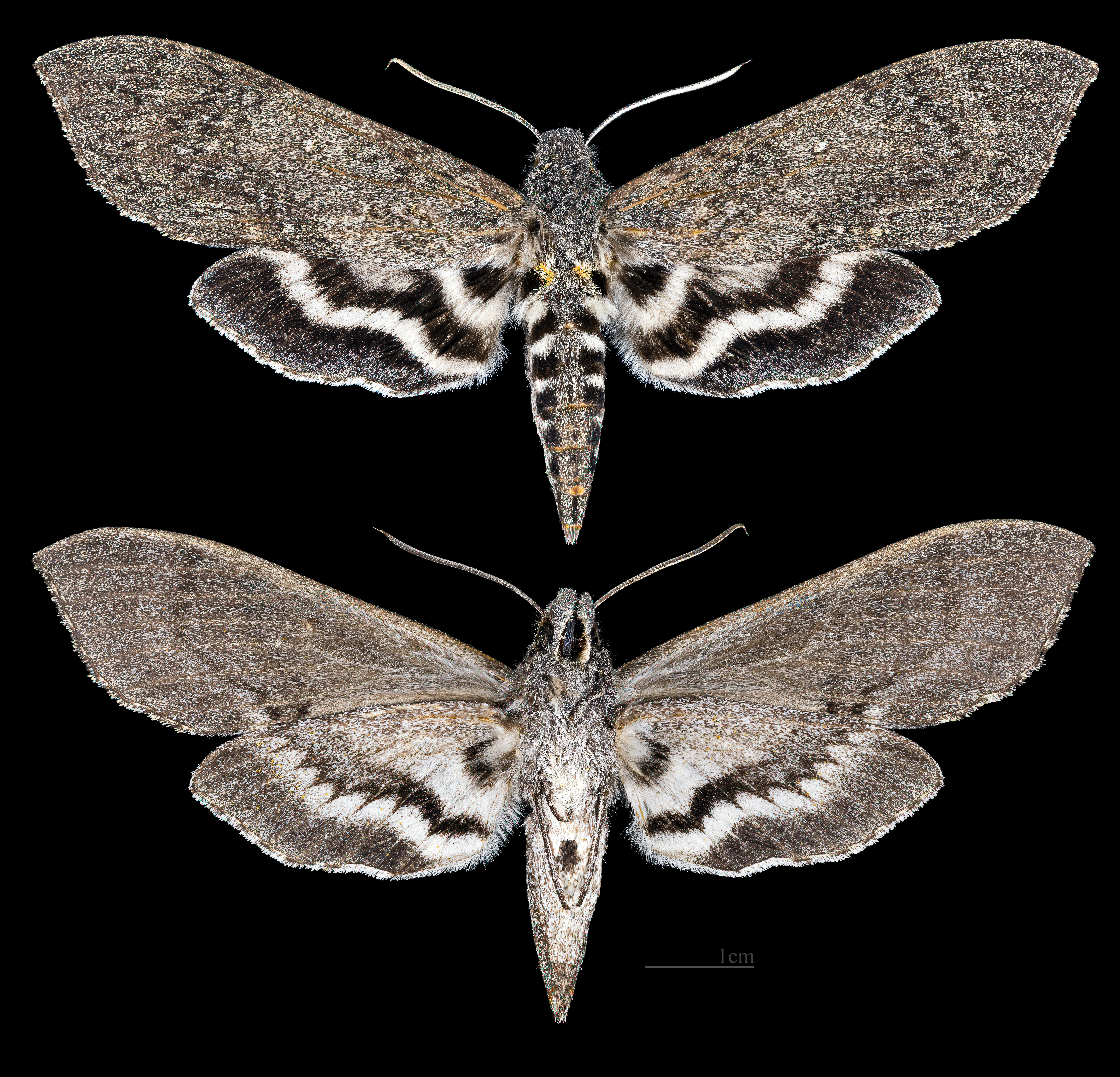
Lintneria maura
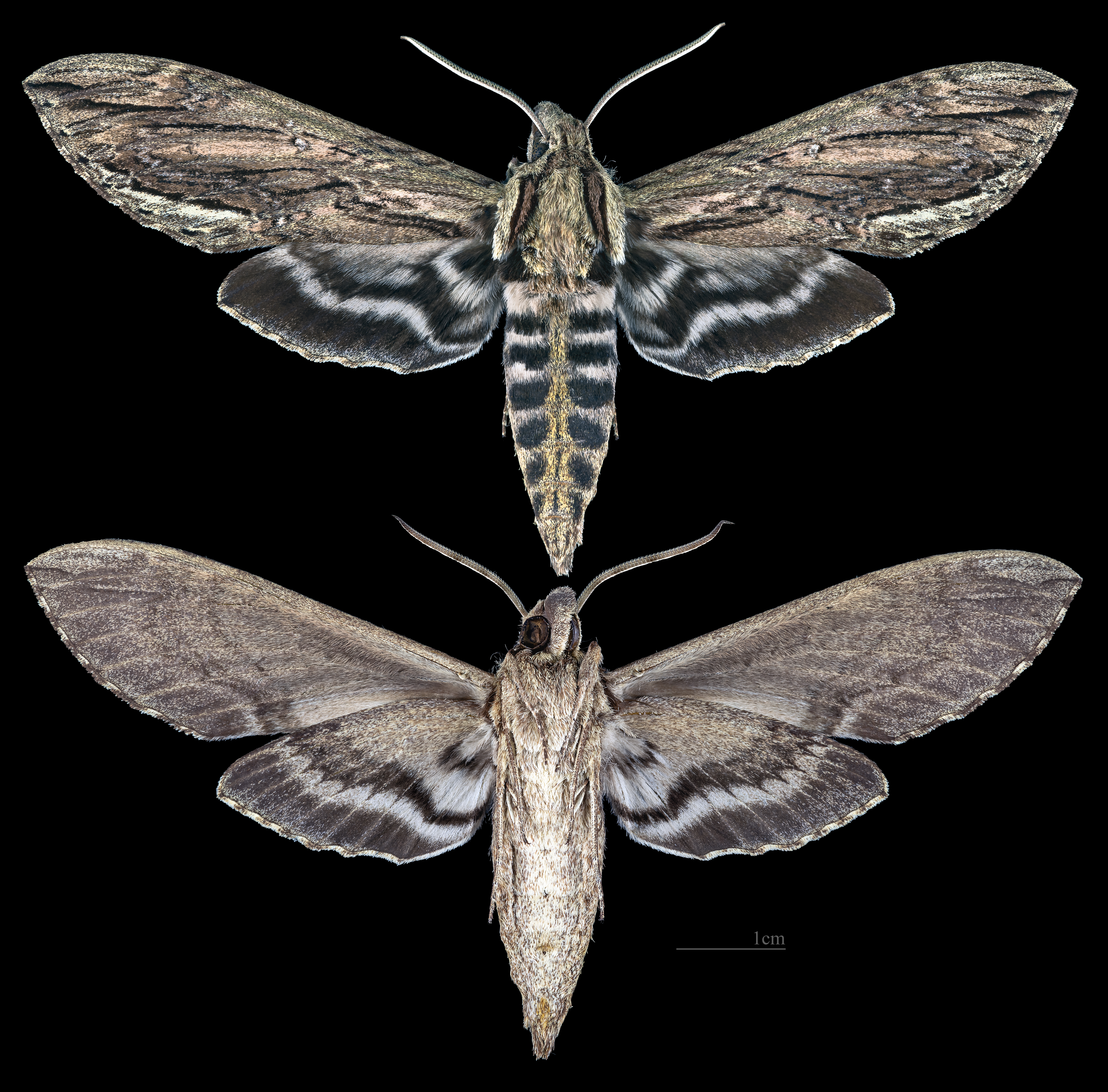
Lintneria merops
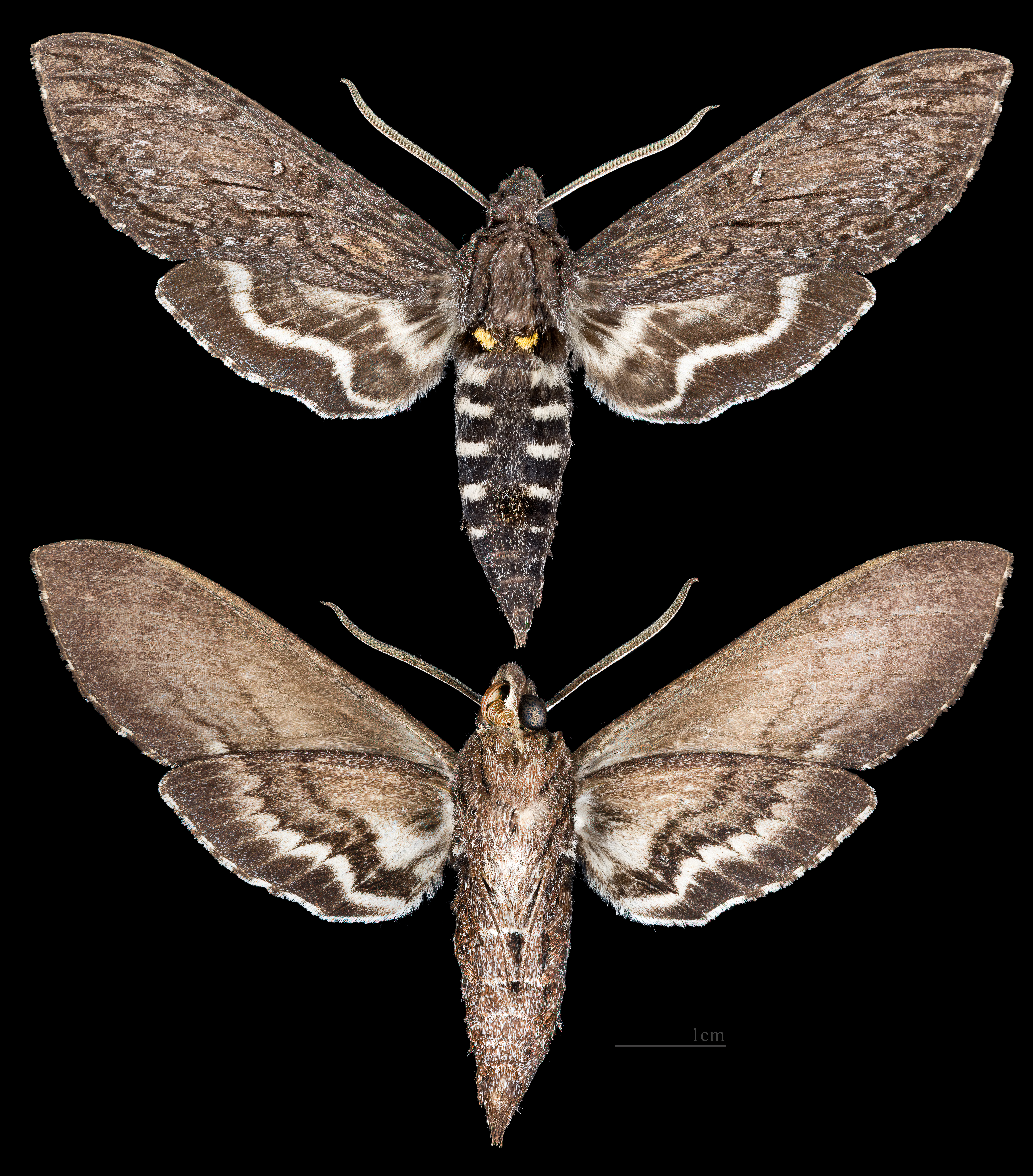
Lintneria phalerata
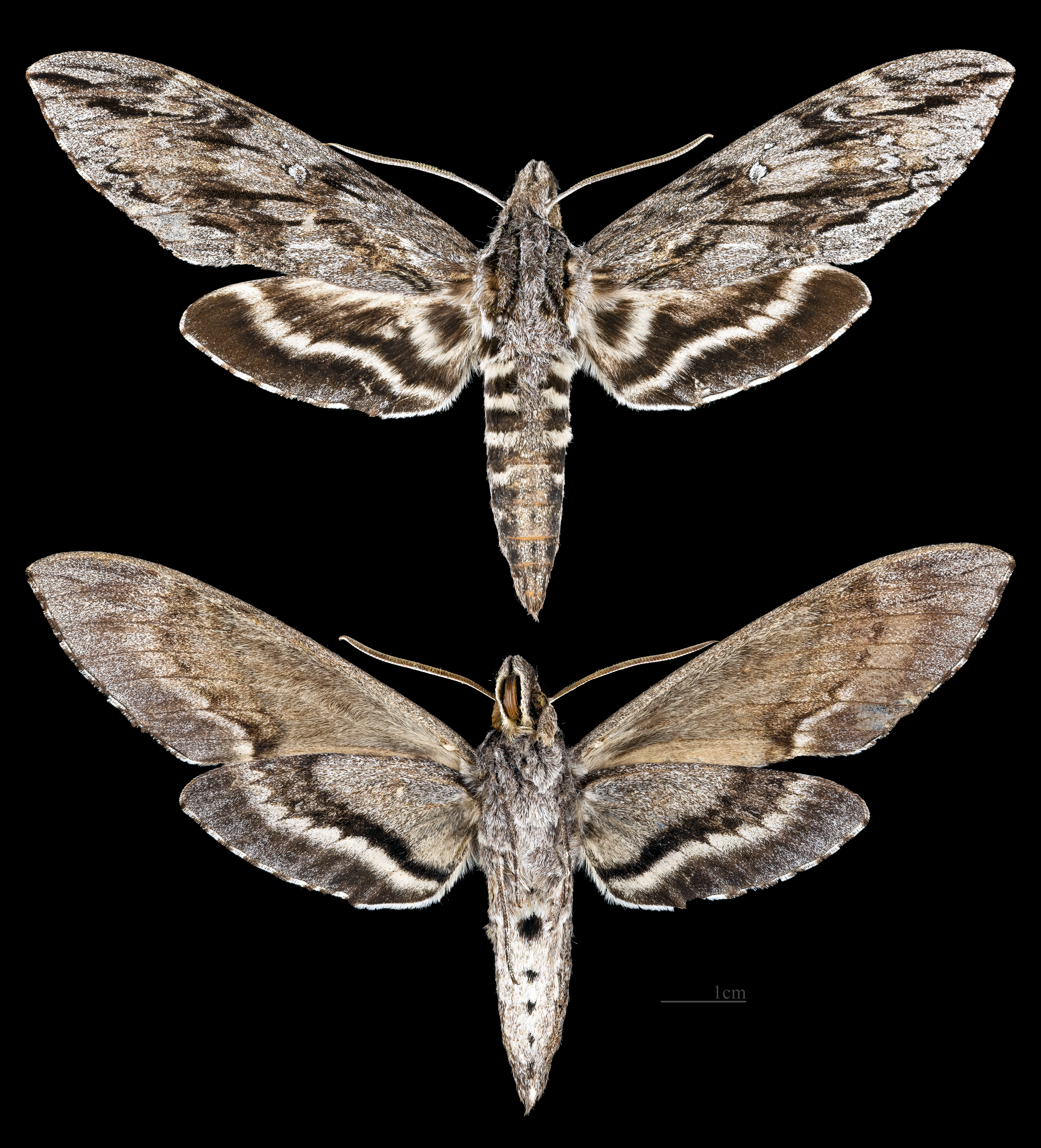
Lintneria praelongus
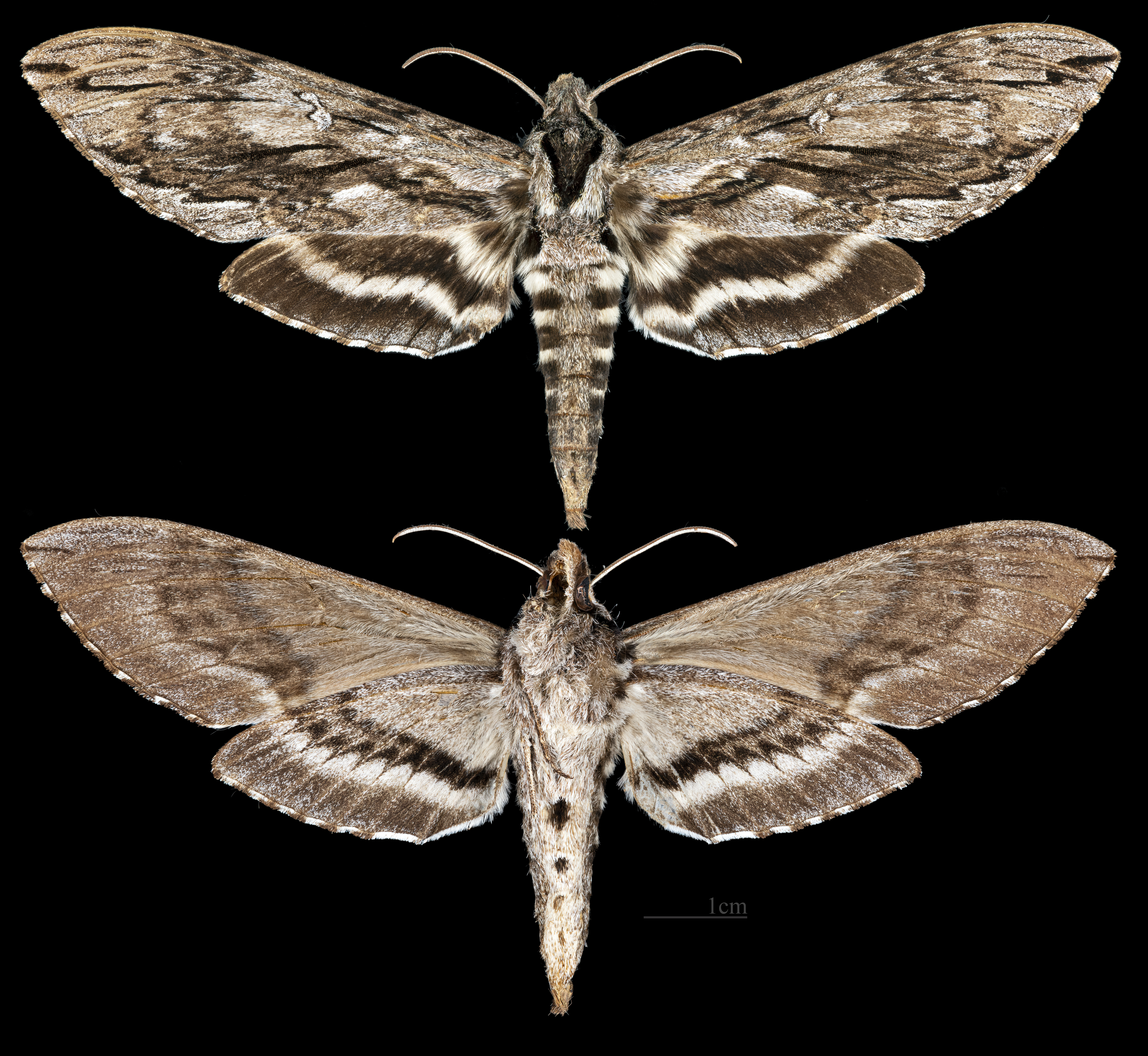
Lintneria separatus

## Belege